# 楚赫維爾

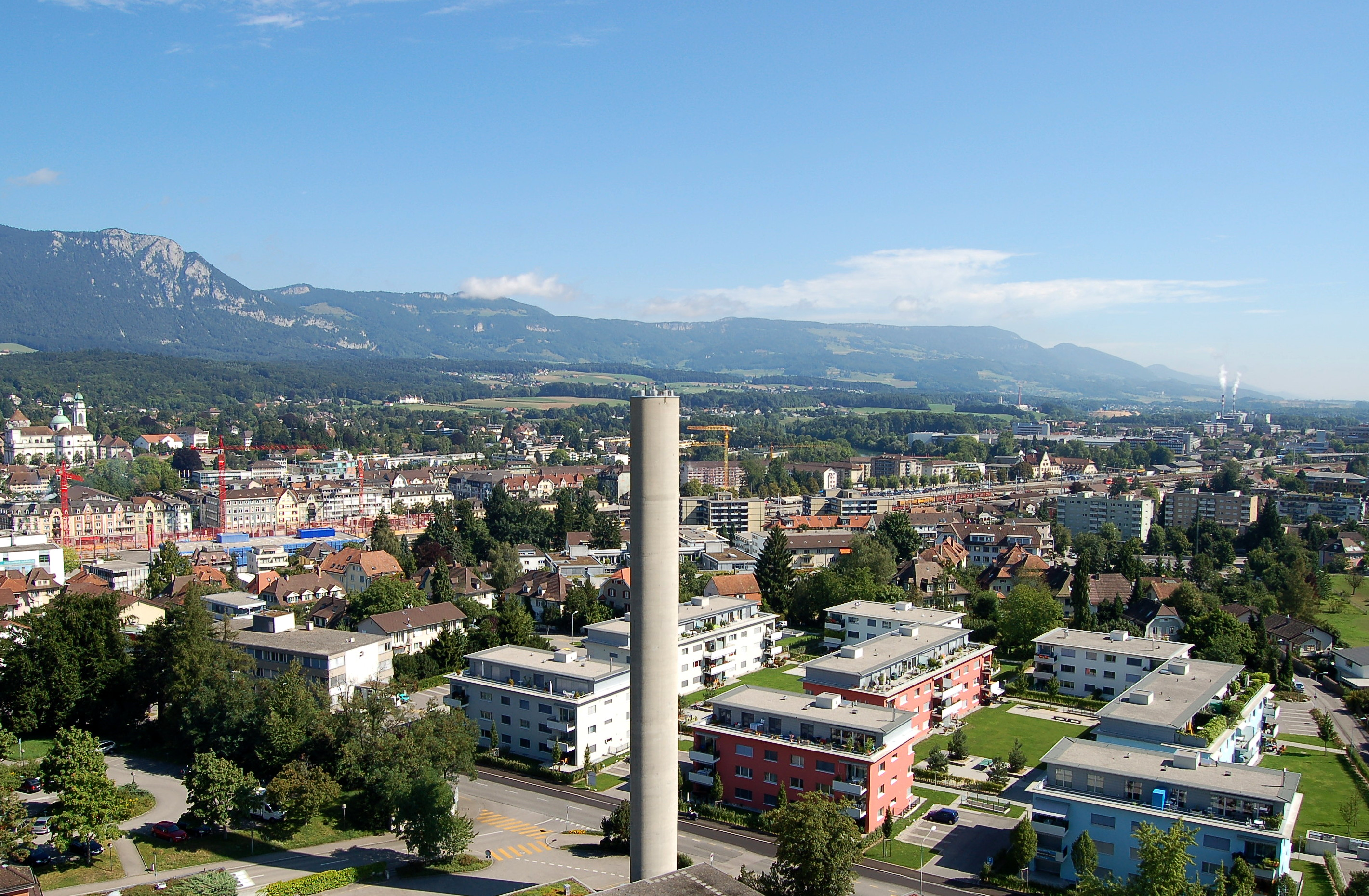

楚赫維爾是瑞士的城鎮，位於該國北部，由索洛圖恩州負責管轄，面積4.63平方公里，海拔高度433米，2012年人口8,747，三成半人口信奉羅馬天主教，人口密度每平方公里1889人。

## 外部連結
- Official website （页面存档备份，存于） （德文）